# Friedrich Kittler
Friedrich Adolf Kittler (Rochlitz, 12 de junio de 1943 – Berlín, 18 de octubre de 2011) fue un académico de literatura y teórico de medios alemán. Sus trabajos se relacionan a los medios de comunicación, la tecnología y la milicia.

## Biografía
Nació en 1943 en Rochlitz, Sajonia. Su familia huyó con él hacia la República Federal de Alemania en 1958, donde de 1958 a 1963 fue a un Gymnasium (Escuela de Educación secundaria) de ciencias naturales y de lenguas modernas, en Lahr en la Selva Negra, al suroeste de Alemania, luego hasta el año 1972, Kittler estudió Germanística, filosofía y filología románica en la Universidad de Friburgo en Friburgo de Brisgovia. Durante sus estudios, fue especialmente influenciado por los escritos de Jacques Lacan, Michel Foucault y Martin Heidegger.
En 1976, Kittler recibió su doctorado en filosofía después de una tesis sobre el poeta Conrad Ferdinand Meyer. Entre 1976 y 1986  trabajó como ayudante académico en los Deutsches Seminar de la universidad. En 1984,  obtuvo su Habilitación en el campo de Historia de la literatura alemana moderna.
En varios periodos fue profesor visitante en universidades de los Estados Unidos, como la Universidad de California Berkeley, la Universidad de California en Santa Bárbara y la Universidad de Stanford.
Desde 1986 a 1990, encabezó el proyecto Literatura y Análisis de Medios de comunicación de la DFG (Sociedad Alemana de Investigación) realizado en Kassel y en 1987 fue nombrado Profesor de Estudios alemanes en la Universidad de Ruhr. En 1993 fue nombrado director de Estética e Historia de los Medios de comunicación en la Universidad Humboldt de Berlín.
En 1993, Kittler recibió el "Premio de Artes Mediales Siemens" (Siemens-Medienkunstpreis) por el ZKM Karlsruhe  (Zentrum für Kunst und Medientechnologie, o "Centro de Arte y Medios Tecnológicos") por su investigación el campo de la teoría de medios.
También fue reconocido en 1996 como Académico distinguido en la Universidad Yale y en 1997 como profesor visitante distinguido  en Universidad de Columbia en Nueva York. Kittler fue miembro del Centro Hermann von Helmholtz para la Cultura y del grupo de investigación Bild Schrift Zahl (DFG).

## Desarrollo teórico
Entre las tesis de Kittler había una tendencia a argumentar, entre una mezcla de polémica, tono apocalíptico, erudición y humor, que las condiciones tecnológicas estaban estrechamente ligadas con la epistemología y ontología en sí. Este postulado y su estilo de argumención es acertadamente resumido en su dictum "Nur era schaltbar ist, ist überhaupt"—una frase que podría traducirse como "Sólo aquello qué es switchable, existe" o más libremente, "Sólo aquellos quienes pueden ser cambiados, pueden ser.": 7  Esta frase juega con el concepto de que en principio cualquier representación puede ser presentada bajo la lógica binaria computacional de prendido/apagado. Kittler da un paso más allá al sugerir que, en cambio, cualquier cosa que no puede ser "switched" no puede realmente "ser", al menos bajo las condiciones técnicas actuales. Invocó su palabras en su lecho del muerte en 2011, muriendo en un hospital de Berlín conectado a aparatos médicos, sus palabras finales fueron "Alle Apparate ausschalten", lo cual se traduce como "apaguen todos los aparatos".
Friedrich Kittler incluenció una nueva aproximación a la teoría de medios que aumentó su popularidad en la década de los 80s, los nuevos mendios (en alemán: technische Medien, que se traduce aproximadamente como "medios técnicos"). El proyecto principal de Kittler es "probar a las ciencias humanas [...] su a priori técnico-medial" (Hartmut Winkler), o en palabras propias: "Conduciendo al humano fuera de las humanidades", un título que le dio a un trabajo publicado en 1980.
Kittler ve una autonomía en la tecnología y por lo tanto discrepa de lectura de los medios de Marshall McLuhan como "extensiones del hombre": "los medios no son pseudópodos para extender el cuerpo humano. Siguen la lógica de escalamiento que nos abandona y  escriben la historia por detrás. (Kittler En Geschichte der Kommunikationsmedien. En: Jörg Huber, Alois Martin Müller (editores): Raum und Verfahren.)
Por consiguiente, Kittler ve en escribir literatura, en escribir programas y las estructuras grabadas en un circuito integrado un completo continuum: "Como sabemos y simplemente no los decimos, ningún ser humano escribe más. [...] Hoy, la escritura humana corre a través de inscripciones grabadas en silicio por litografía electrónica [...]. El último acto histórico de escribir pudo haber sido a fines de los años setenta cuándo un equipo de ingenieros de Intel [idearon] la arquitectura de hardware de su primer microprocesador integrado." (Kittler, Es gibt keine Software. En: ders.: Draculas Vermächtnis. Technische Schriften.)

And Kittler is a good friend of mine – I sponsored a chair at the Humboldt University for two years. He is not mainstream. Historians of music come and say, “But he did not write his thesis on Palestrina.” And all the professors of philosophy say, “But did he write a thesis on Kant or Heidegger?” No, Kittler is a mixture: Kittler is in between philosophy, the history of music, computer science, and media theory. That’s why he is completely outstanding. We have some fundamental heroes in Germany, really outstanding people on the level of Deleuze, Derrida, Lacan, Bataille … Among these are Bazon Brock, Friedrich Kittler, Sloterdijk, Bredekamp, or Hans Belting. These people will last longer than I will in this book. In 50 years, each of them will be known as people who had been very sensitive to changes of the media.—Hubert Burda, 2011: 180–189 

### Publicaciones
- - 1977: Der Traum und die Rede. Eine Analyse der Kommunikationssituation Conrad Ferdinand Meyers. Bern-Munich
  - 1979: Dichtung als Sozialisationsspiel. Studien zu Goethe und Gottfried Keller (with Gerhard Kaiser). Göttingen
  - 1985: Aufschreibesysteme 1800/1900. Fink: Munich. ISBN 3-7705-2881-6 (English edition: Discourse Networks 1800 / 1900, with a foreword by David E. Wellbery. Stanford 1990)
  - 1986: Grammophon Film Typewriter. Berlin: Brinkmann & Bose. ISBN 3-922660-17-7 (English edition: Gramophone, Film, Typewriter, Stanford 1999)
  - 1990: Die Nacht der Substanz. Bern
  - 1991: Dichter – Mutter – Kind. Munich
  - 1993: Draculas Vermächtnis: Technische Schriften. Leipzig: Reclam. ISBN 3-379-01476-1 Essays zu den "Effekten der Sprengung des Schriftmonopols", zu den Analogmedien Schallplatte, Film und Radio sowie "technische Schriften, die numerisch oder algebraisch verfasst sind".
  - 1997: Literature, Media, Information Systems: Essays (published by John Johnston). Ámsterdam
  - 1998: Hardware das unbekannte Wesen
  - 1998: Zur Theoriegeschichte von Information Warfare
  - 1999: Hebbels Einbildungskraft – die dunkle Natur. Frankfurt, New York, Vienna
  - 2000: Eine Kulturgeschichte der Kulturwissenschaft. München
  - 2000: Nietzsche – Politik des Eigennamens: wie man abschafft, wovon man spricht (with Jacques Derrida). Berlin.
  - 2001: Vom Griechenland (with Cornelia Vismann; Internationaler Merve Diskurs Bd.240). Merve: Berlin. ISBN 3-88396-173-6
  - 2002: Optische Medien. Merve: Berlin. ISBN 3-88396-183-3 (English edition: Optical Media, with an introduction by John Durham Peters. Polity Press 2010)
  - 2002: Zwischen Rauschen und Offenbarung. Zur Kultur- und Mediengeschichte der Stimme (as publisher). Akademie Verlag, Berlin
  - 2004: Unsterbliche. Nachrufe, Erinnerungen, Geistergespräche. Wilhelm Fink Verlag, Paderborn.
  - 2006: Musik und Mathematik. Band 1: Hellas, Teil 1: Aphrodite. Wilhelm Fink Verlag, Paderborn.
  - 2009: Musik und Mathematik. Band 1: Hellas, Teil 2: Eros. Wilhelm Fink Verlag, Paderborn.
  - 2011: Das Nahen der Götter vorbereiten. Wilhelm Fink, Paderborn.
  - 2013: Die Wahrheit der technischen Welt. Essays zur Genealogie der Gegenwart, Suhrkamp, Berlin. (English edition: The truth of the technological world: essays on the genealogy of presence, translated by Erik Butler, with an afterword by Hans Ulrich Gumbrecht. Stanford 2013.)
  - 2013: Philosophien der Literatur. Merve, Berlin.
  - 2013: Die Flaschenpost an die Zukunft. With Till Nikolaus von Heiseler, Kulturverlag Kadmos, Berlin.

### Conferencias
- Farben und/oder Maschinen denken
- Ontologie der Medien

## Lectura adicional
Fuentes secundaria sobre Friedrich Kittler

- - Frank Hartmann: Friedrich Kittler. In: Information Philosophie 25 (1997) 4, S. 40-44.
  - Josef Wallmannsverger: Friedrich Kittler. In: Helmut Schanze (publisher): Metzler Lexikon Medientheorie/ Medienwissenschaft, S. 162 f. Stuttgart 2002.
  - Geoffrey Winthrop-Young: Friedrich Kittler zur Einführung, Hamburg: Junius Verlag 2005.
  - Geoffrey Winthrop-Young: Kittler and the Media. Cambridge, UK: Polity Press, 2011.